# Schmalen Haus (Schmallenberg)

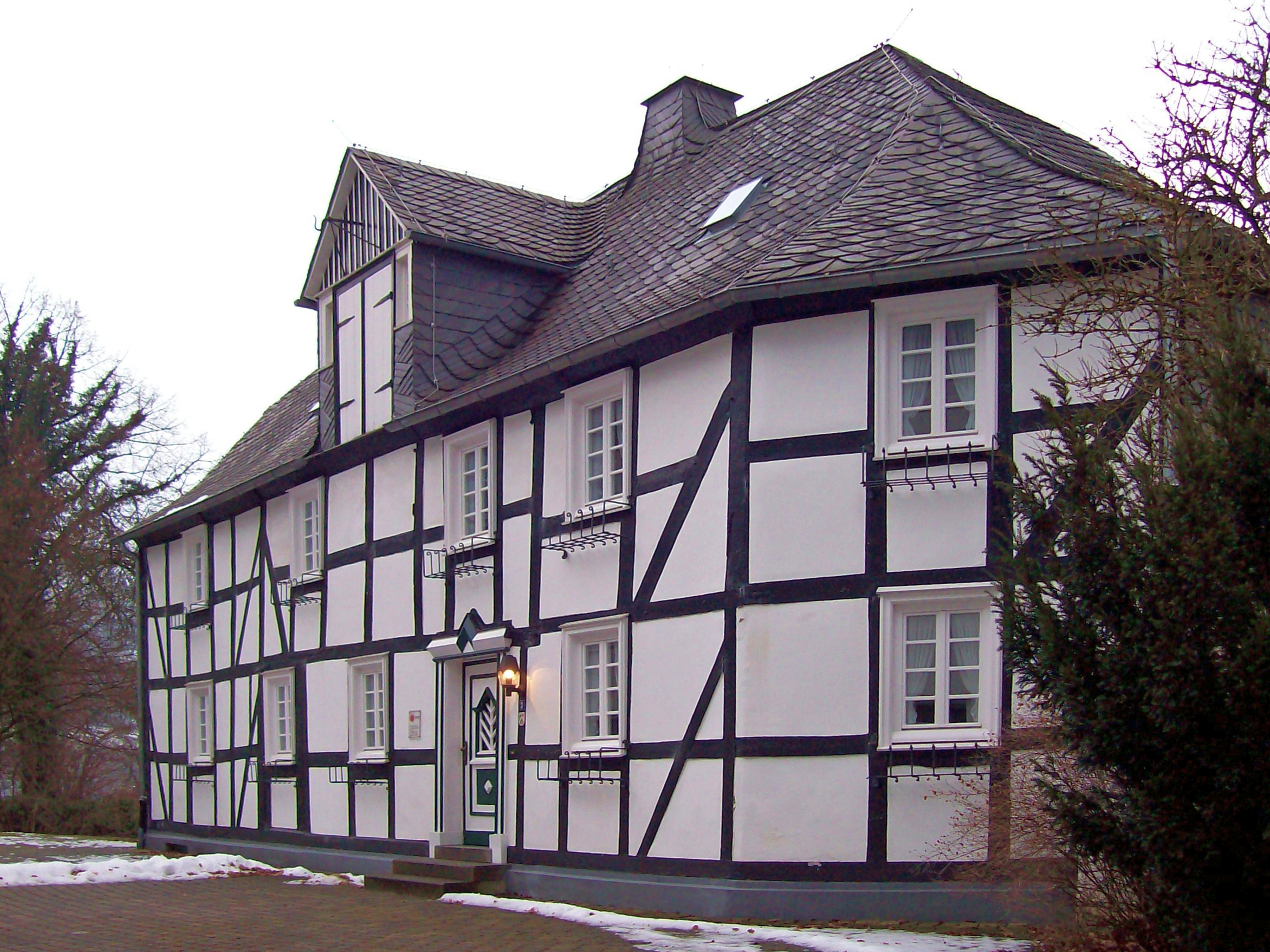
Schmalen Haus

Das Schmalen Haus ist ein denkmalgeschütztes Bürgerhaus in Schmallenberg (Unterm Werth 3). 

## Geschichte
Das Haus Balzer-Schmale, genannt Schmalen Haus, stammt aus dem 18. Jahrhundert und steht neben dem Schmallenberger Rathaus. Es wurde auf den Resten eines sechseckigen Turmes der Stadtmauer errichtet und überstand den Stadtbrand des Jahres 1822. Das Gebäude dokumentiert die Bauweise der bürgerlichen Wohnungsbaus im Schmallenberg vor dem großen Stadtbrand. In den Jahren 1985/86 wurde das Bauwerk renoviert und zum Stadtarchiv ausgebaut. Die Bibliothek der Christine-Koch-Gesellschaft ist ebenfalls in den Räumlichkeiten untergebracht.
Das Schmalen Haus war im November 2024 Denkmal des Monats in Westfalen-Lippe.